# 降龙涎香醚
降龙涎香醚（英语：ambroxide），简称降龙涎醚, 是一种类萜，是构成龙涎香气味物质之一。其商品名为Ambroxan。是龙涎香醇的自然氧化产物。降龙涎香醚在香水中提供龙涎香味并作为定香剂使用。在小剂量（< 0.01 ppm）下被用于食品香精。

## 合成
降龙涎香醚由一种源自南欧丹参精油的香紫苏醇为起始原料得到。香紫苏醇经过氧化降解形成内酯，内酯氢化形成二醇。最后经过脱水得到降龙涎香醚。

由香紫苏醇合成降龙涎香醚路线